# René Arnoux
Pour les articles homonymes, voir Arnoux.
René Arnoux, né le 4 juillet 1948 à Pontcharra (Isère), est un pilote automobile français. Il a notamment été pilote de Formule 1 de 1978 à 1989. Il a totalisé 162 courses, 18 pole positions, 22 podiums et 7 victoires en Grands Prix.

## Biographie

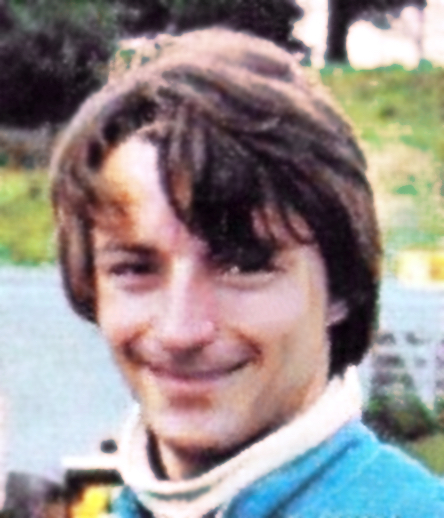
René Arnoux en 1976.

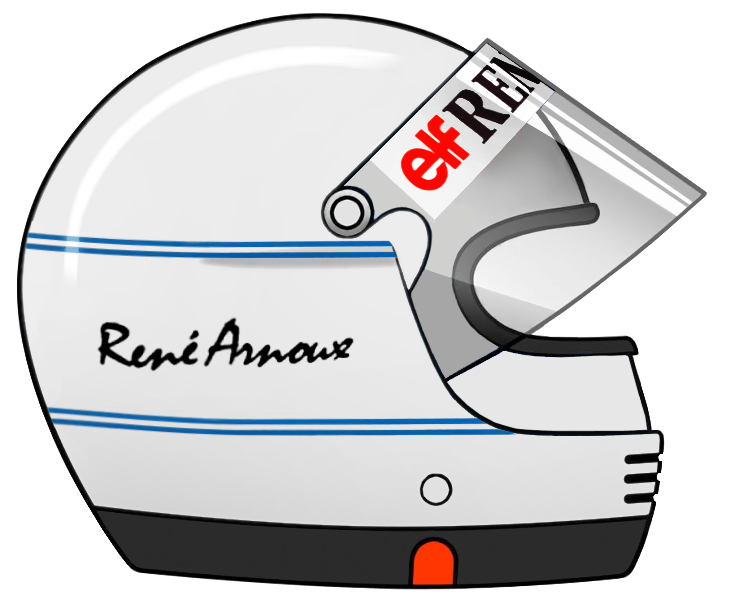
Le casque intégral GPA modèle SJ (Sans Jugulaire) de René Arnoux.

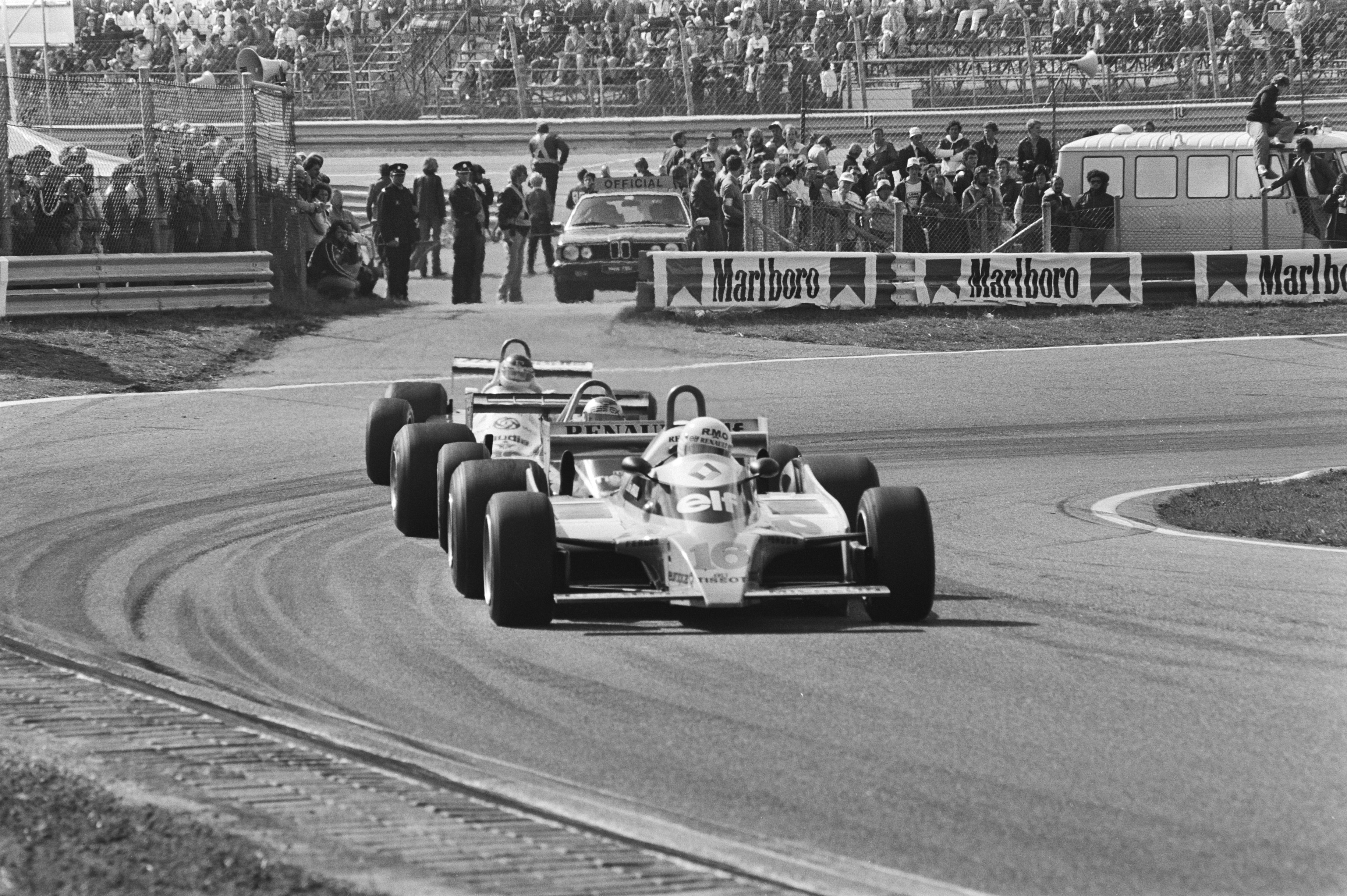
René Arnoux au Grand Prix des Pays-Bas 1980 devant Mario Andretti et Carlos Reutemann.

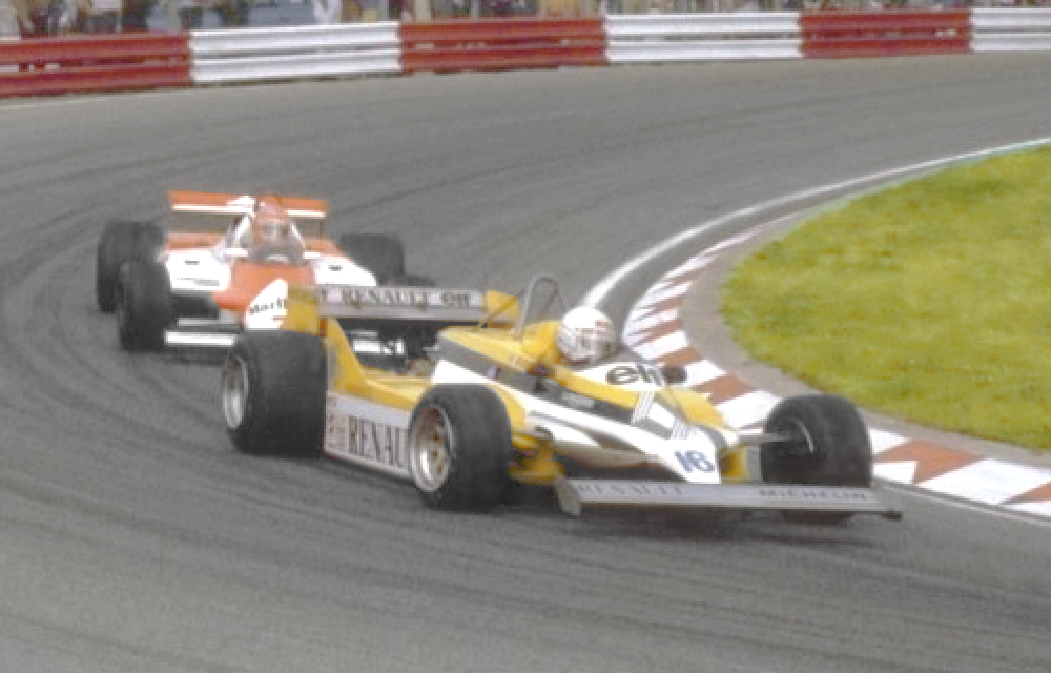
René Arnoux au Grand Prix des Pays-Bas 1981 devant John Watson sur McLaren-Ford.

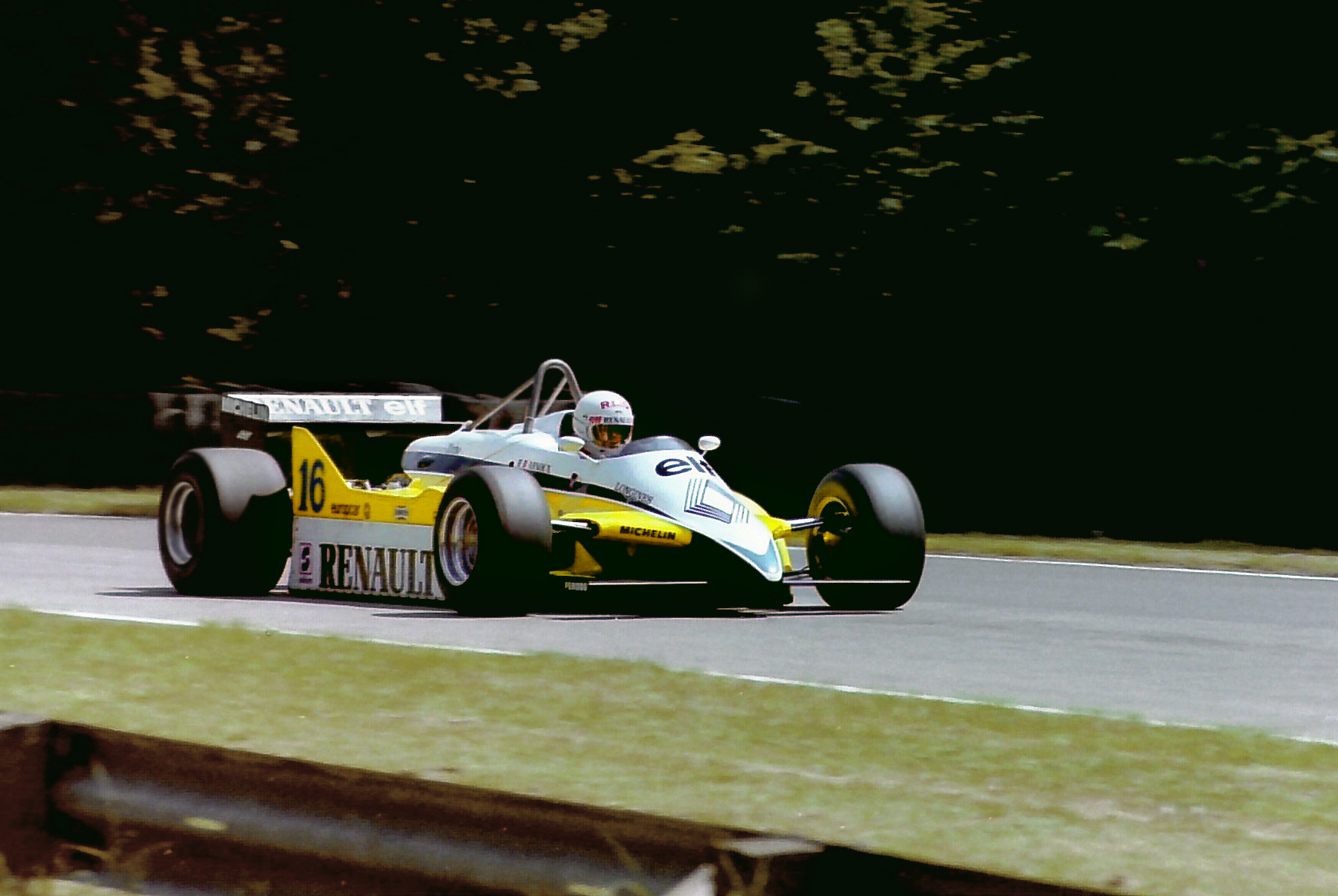
René Arnoux au Grand Prix de Grande-Bretagne 1982.

Vainqueur du Volant Shell en 1972, René Arnoux remporte le Challenge Européen de Formule Renault en 1973 et le Challenge Formule Renault Europe en 1975. Deux ans plus tard, en 1977, il est sacré Champion d'Europe de Formule 2 ce qui lui permet d'accéder à la Formule 1 en 1978, avec la petite écurie française Martini, de Tico Martini. Au sein d'une structure aux moyens insuffisants pour bien figurer dans la discipline reine, Arnoux n'est guère en mesure de se mettre en évidence. Martini abandonnant la F1 en cours de saison, faute d'argent, Arnoux trouve refuge en fin d'année dans l'équipe Surtees. Mais là encore, Arnoux trouve une équipe au bord de la faillite.
En 1979, il intègre l'écurie Renault, qui pour la première fois depuis ses débuts en 1977 aligne deux voitures. Si la seule victoire de la saison revient à son coéquipier Jean-Pierre Jabouille au Grand Prix de France disputé sur le circuit automobile de Dijon-Prenois, René Arnoux se met en évidence ce jour-là par sa furieuse bagarre avec Gilles Villeneuve pour le gain de la deuxième place.
En 1980, Arnoux décroche ses deux premiers succès en Formule 1, au Brésil, et en Afrique du Sud mais le manque de fiabilité de sa monture ne lui permet pas de jouer un rôle dans la lutte pour le titre mondial, alors même qu'il enchaine les pole positions et est considéré comme l'un des pilotes les plus rapides du plateau. Pour Arnoux, les choses se compliquent en 1981 avec l'arrivée chez Renault du grand espoir Alain Prost. Malgré ses qualités de sprinter, Arnoux subit la loi de son nouveau coéquipier. Inévitablement, la rivalité en piste déborde hors-piste, les relations entre les deux hommes se détériorant progressivement, et divisant le petit monde du sport français. Le conflit connait son point d'orgue au Grand Prix de France 1982, disputé sur le tracé du circuit du Castellet. Les pilotes Renault y signent le premier doublé de l'histoire de la marque en Formule 1, Arnoux s'imposant devant Prost. Furieux, Prost s'estime trahi, considérant qu'Arnoux n'a pas respecté les consignes d'équipe établies avant la course et selon lesquelles, Arnoux devait s'effacer à son profit, dans la mesure où il est mieux placé au championnat. Arnoux se contentera de répliquer qu'aucune consigne d'équipe n'avait été donnée avant la course et qu'il était libre de jouer sa carte personnelle. En fait, René Arnoux avait déjà signé en secret un contrat avec Ferrari pour la saison suivante.
La cohabitation Prost-Arnoux devint invivable, mais Arnoux quitta Renault fin 1982 pour rejoindre la Scuderia Ferrari. Avec trois victoires, il est longtemps en lutte pour le titre mondial, mais se fait distancer dans la dernière ligne droite par ses rivaux Prost et Piquet. Après une deuxième saison plus délicate chez Ferrari (son nouveau coéquipier Michele Alboreto a progressivement pris l'ascendant sur lui), Arnoux est subitement limogé à l'issue du premier Grand Prix de la saison 1985. Cette décision fait suite à un accident de ski à l'inter-saison qui le fait encore un peu souffrir, et  Marco Piccinini craint une baisse de performance. Il profite d'une clause de son contrat pour évincer René Arnoux.
Sans volant durant la quasi-totalité de la saison 1985, Arnoux effectue son retour en F1 en 1986, chez Ligier, où il livre quelques jolies performances. Mais ce seront les derniers coups d'éclat d'Arnoux en F1, victime de la descente aux enfers de l'écurie Ligier. Malgré une motivation rarement prise en défaut, Arnoux connaitra alors trois saisons de galère souvent en fond de grille, avant d'abandonner la F1.
René Arnoux s'est ensuite lancé dans l'exploitation de piste de karting indoor. Il est alors actionnaire de quatre établissements en France, deux en région parisienne (Aubervilliers et Thiais), un à Vénissieux (revendu plus tard à Laurent Redon en 2003) et un à Aix-en-Provence.
Au milieu des années 2000, René Arnoux fait partie des pilotes appelés à disputer le championnat Grand Prix Masters, réservé aux anciennes gloires de la Formule 1.

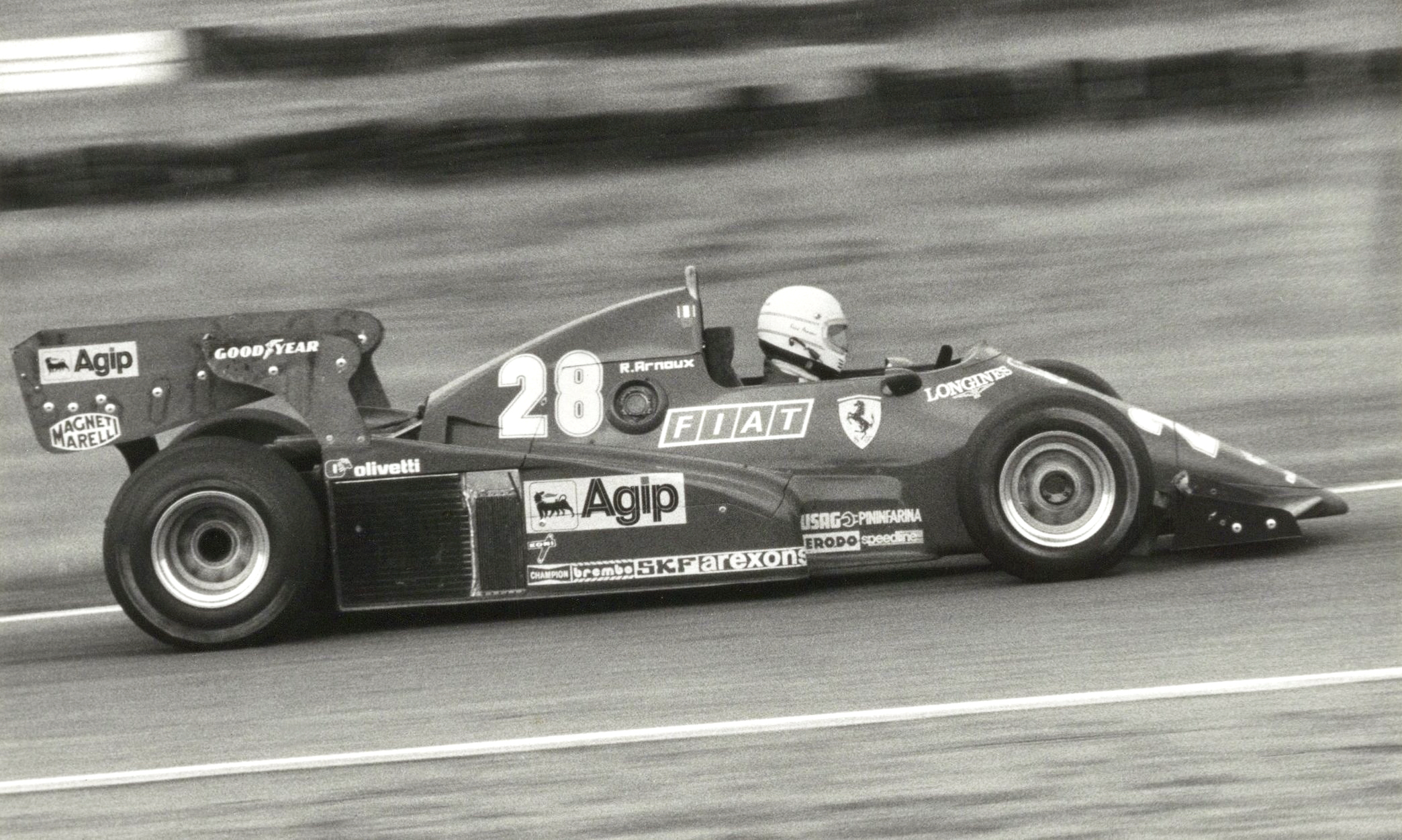
René Arnoux à Zandvoort au Grand Prix des Pays-Bas 1983 sur la Ferrari 126 C3.
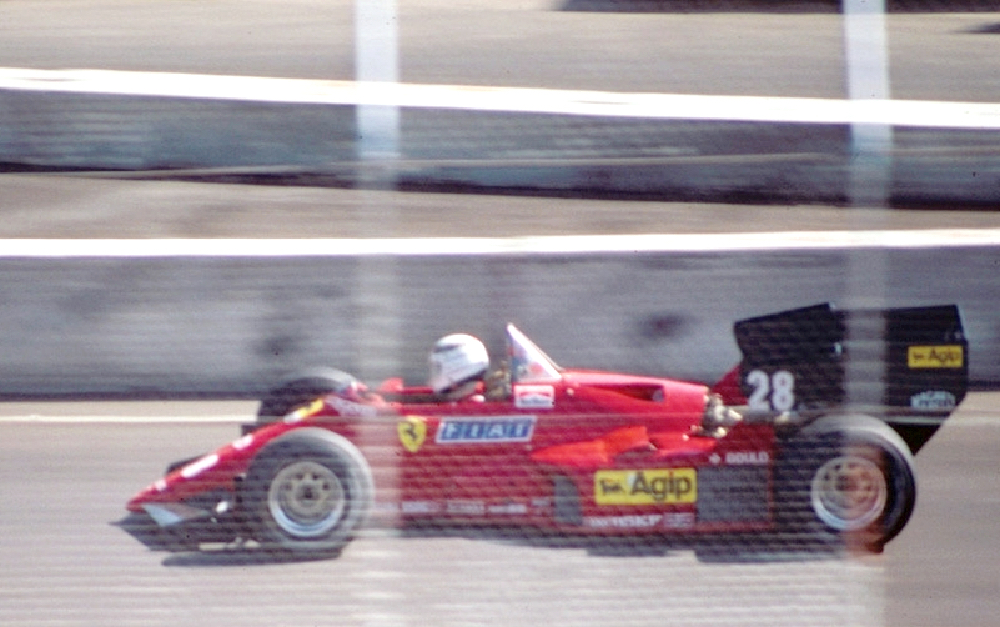
René Arnoux sur la Ferrari 126 C4 à Dallas en 1984.
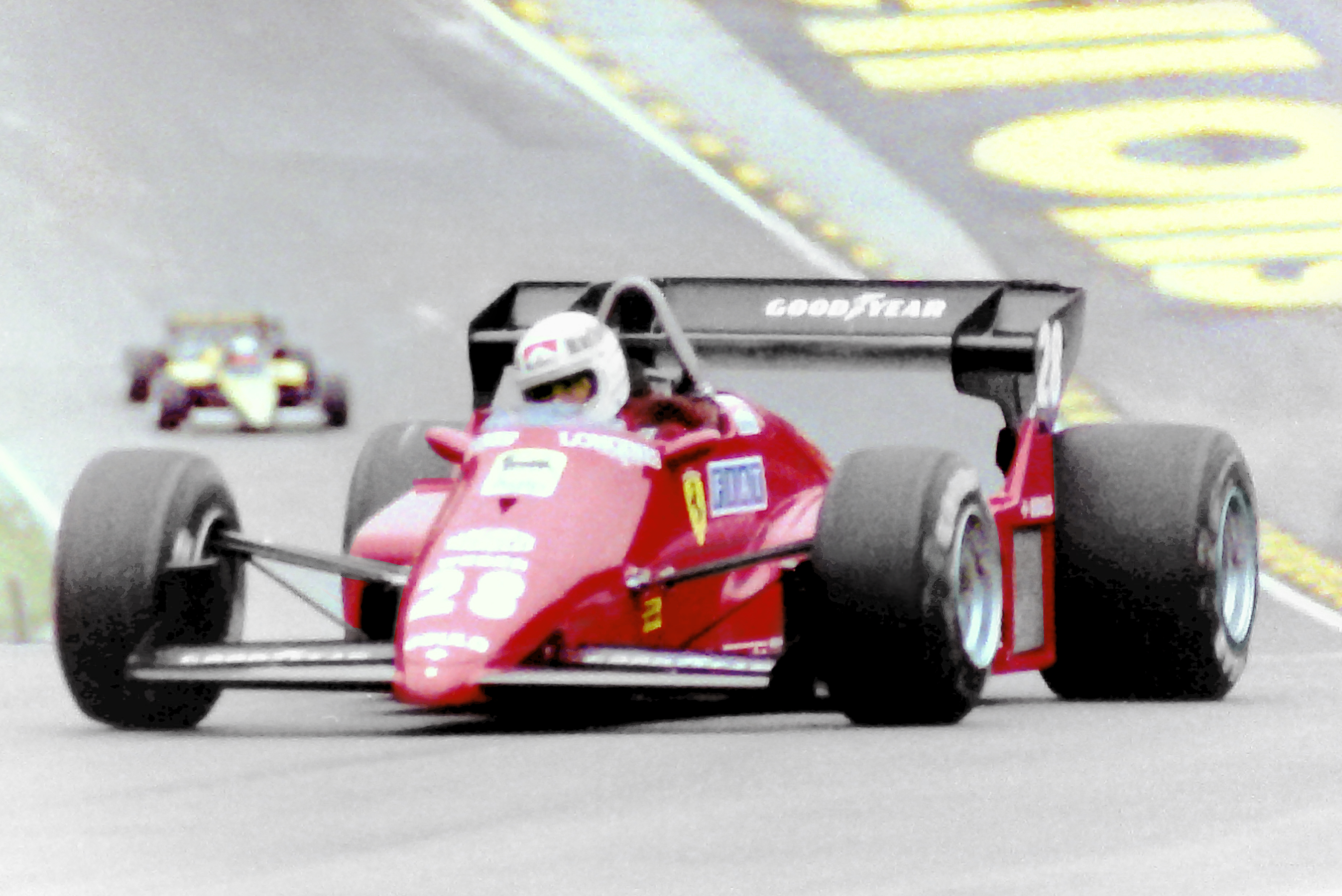
René Arnoux et la 126 C4 à Brands-Hatch en 1984.

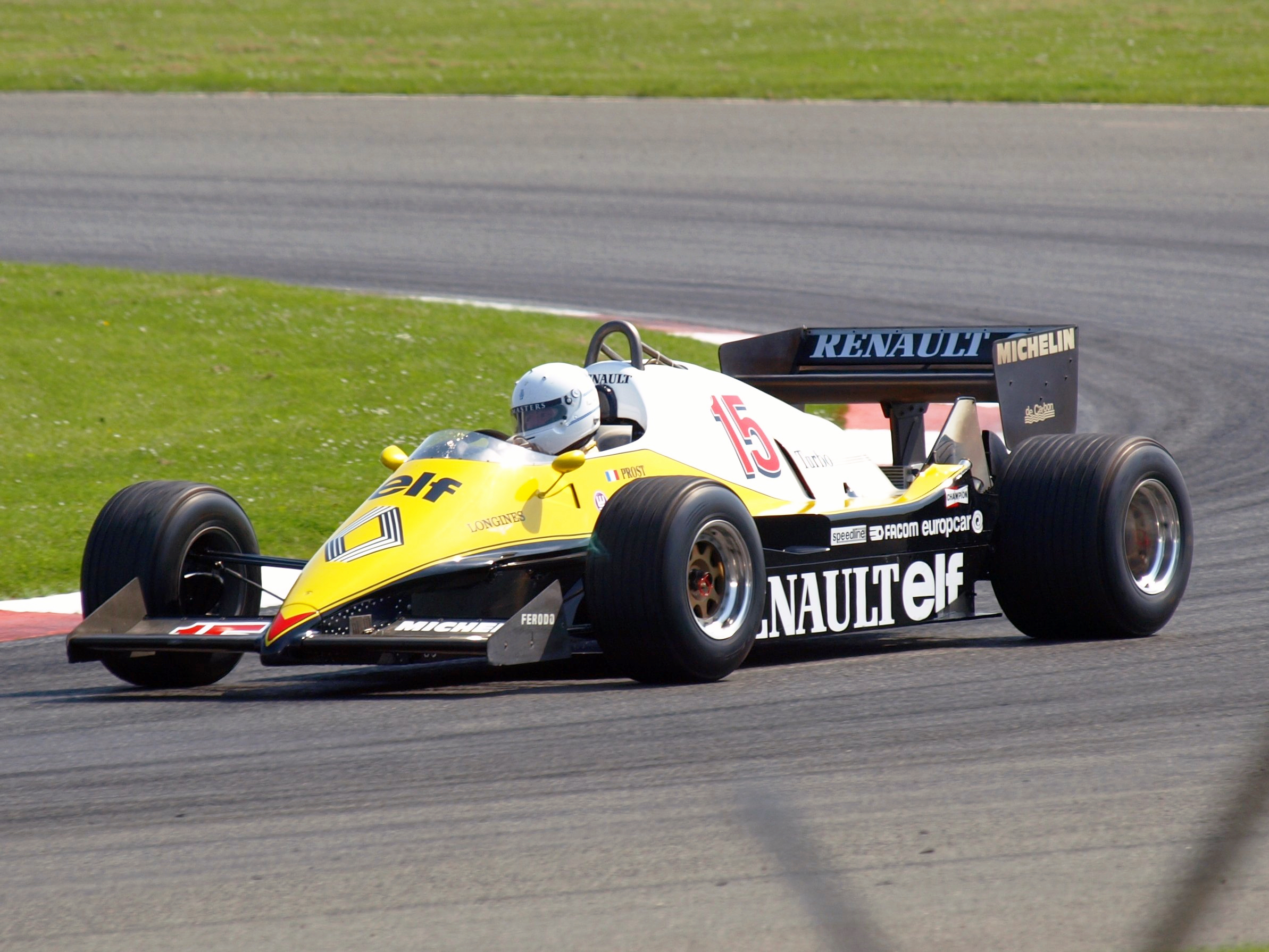
René Arnoux en démonstration avec la Renault RE40 d'Alain Prost (1983).
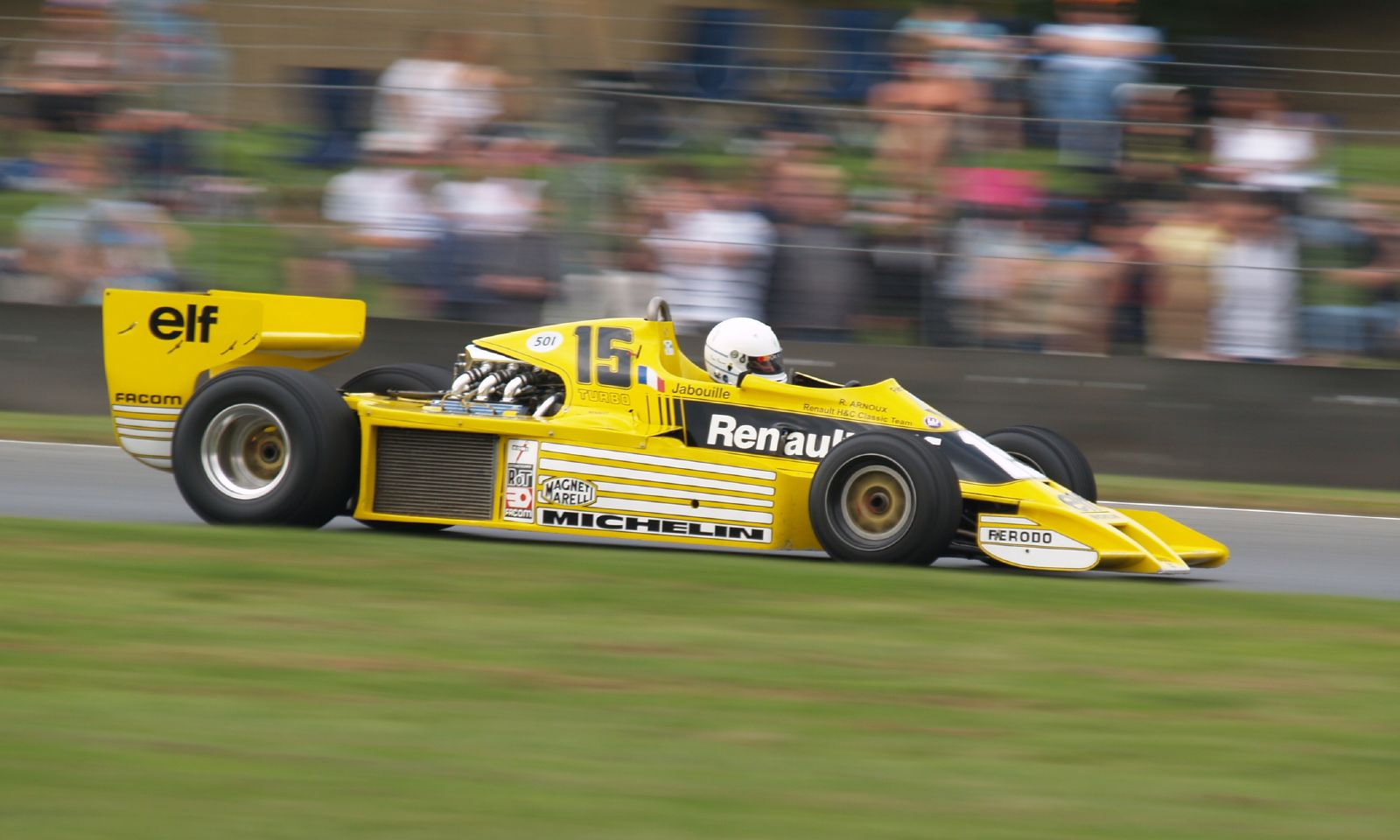
René Arnoux sur la Renault RS01 de Jean-Pierre Jabouille en démonstration en 2007.
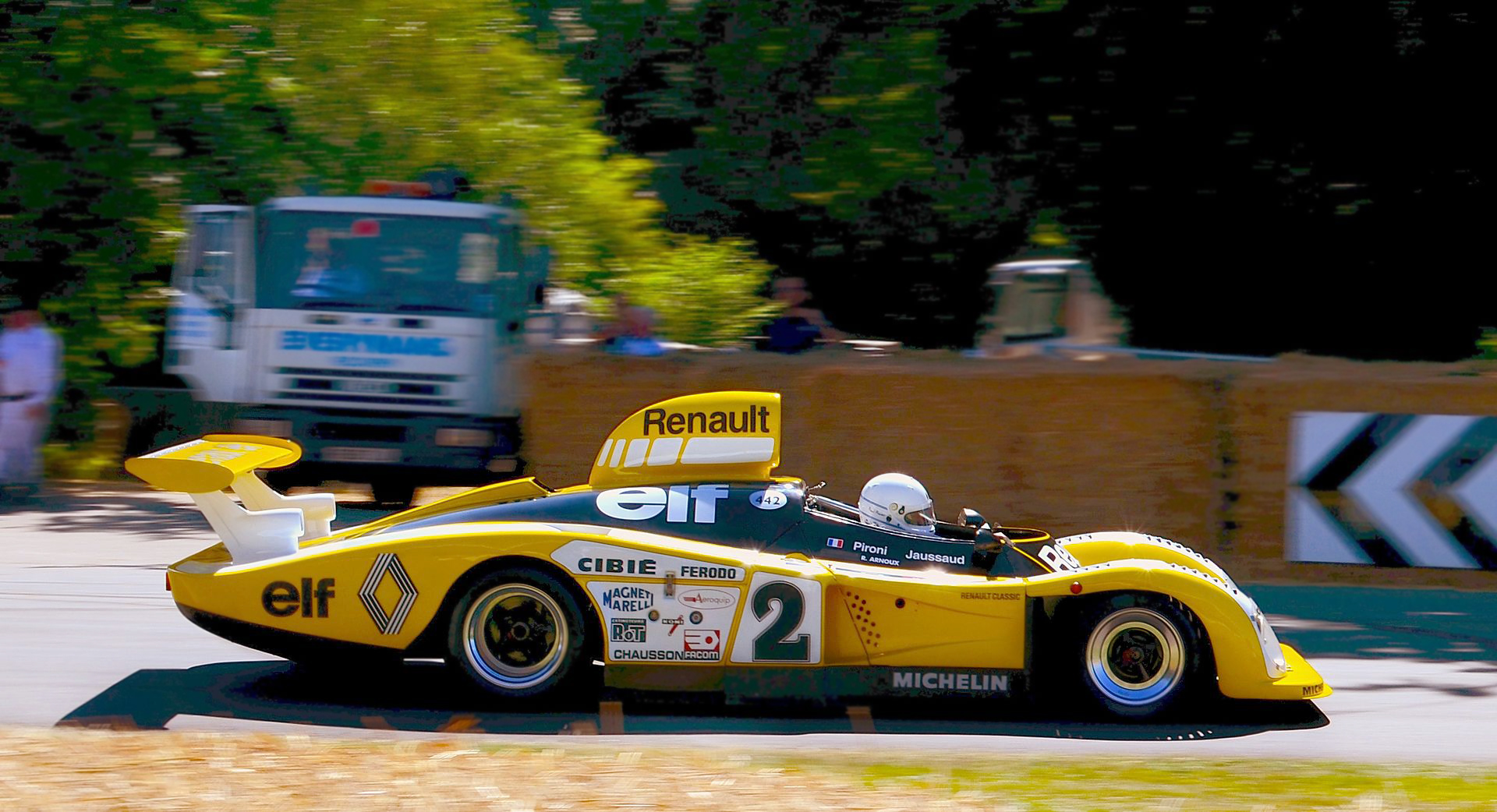
L'Alpine-Renault A442 B de Pironi-Jaussaud pilotée par René Arnoux au Festival de Goodwood en 2014.

## Résultats en championnat du monde de Formule 1
| Saison | Écurie                           | Châssis        | Moteur                    | Pneus    | GP disputés | Victoires | Points inscrits | Classement |
| ------ | -------------------------------- | -------------- | ------------------------- | -------- | ----------- | --------- | --------------- | ---------- |
| 1978   | Automobiles Martini Team Surtees | MK23 TS20      | Ford V8                   | Goodyear | 6           | 0         | 0               | n.c.       |
| 1979   | Équipe Renault Elf               | RS01 RS10      | Renault V6 turbo          | Michelin | 14          | 0         | 17              | 8e         |
| 1980   | Équipe Renault Elf               | RE20           | Renault V6 turbo          | Michelin | 14          | 2         | 29              | 6e         |
| 1981   | Équipe Renault Elf               | RE20B RE30     | Renault V6 turbo          | Michelin | 14          | 0         | 11              | 9e         |
| 1982   | Équipe Renault Elf               | RE30B          | Renault V6 turbo          | Michelin | 16          | 2         | 28              | 6e         |
| 1983   | Scuderia Ferrari SpA SEFAC       | 126 C2B 126 C3 | Ferrari V6 turbo          | Goodyear | 15          | 3         | 49              | 3e         |
| 1984   | Scuderia Ferrari SpA SEFAC       | 126 C4         | Ferrari V6 turbo          | Goodyear | 16          | 0         | 27              | 6e         |
| 1985   | Scuderia Ferrari SpA SEFAC       | 156-85         | Ferrari V6 turbo          | Goodyear | 1           | 0         | 3               | 17e        |
| 1986   | Équipe Ligier                    | JS27           | Renault V6 turbo          | Pirelli  | 16          | 0         | 14              | 8e         |
| 1987   | Ligier Loto                      | JS29B JS29C    | Megatron 4 en ligne turbo | Goodyear | 14          | 0         | 1               | 19e        |
| 1988   | Ligier Loto                      | JS31           | Judd V8                   | Goodyear | 14          | 0         | 0               | n.c.       |
| 1989   | Ligier Loto                      | JS33           | Ford V8                   | Goodyear | 9           | 0         | 2               | 23e        |
|        | Total                            |                |                           |          | 149         | 7         | 181             |            |

## Palmarès

### Avant la Formule 1
- 1976 : Vice-champion d'Europe de Formule 2
- 1977 : Champion d'Europe de Formule 2

### 7 Victoires en championnat du monde de Formule 1
| # | Année | Manche | Date              | Grand Prix     | Circuit      | Position de départ | Écurie  | Voiture | Résumé |
| - | ----- | ------ | ----------------- | -------------- | ------------ | ------------------ | ------- | ------- | ------ |
| 1 | 1980  | 02/14  | 27 janvier 1980   | Brésil         | Interlagos   | 6e                 | Renault | RE20    | Résumé |
| 2 | 1980  | 03/14  | 3 mars 1980       | Afrique du Sud | Kyalami      | 2e                 | Renault | RE20    | Résumé |
| 3 | 1982  | 11/16  | 25 juillet 1982   | France         | Le Castellet | pole position      | Renault | RE30B   | Résumé |
| 4 | 1982  | 15/16  | 12 septembre 1982 | Italie         | Monza        | 6e                 | Renault | RE30B   | Résumé |
| 5 | 1983  | 08/15  | 12 juin 1983      | Canada         | Montréal     | pole position      | Ferrari | 126 C2B | Résumé |
| 6 | 1983  | 10/15  | 7 août 1983       | Allemagne      | Hockenheim   | 2e                 | Ferrari | 126 C3  | Résumé |
| 7 | 1983  | 12/15  | 28 août 1983      | Pays-Bas       | Zandvoort    | 10e                | Ferrari | 126 C3  | Résumé |

### Résultats aux24 heures du Mans
| Année   | Écurie                     | Équipiers                   | Voiture             | Catégorie | Tours | Pos.    | Classement catégorie |
| ------- | -------------------------- | --------------------------- | ------------------- | --------- | ----- | ------- | -------------------- |
| 1977    | Hugues de Chaunac-J. Haran | Didier Pironi Guy Fréquelin | Renault Alpine A442 | S +2.0    | 0     | Abandon | Abandon              |
| 1994    | Rent A Car Racing Team     | Justin Bell Bertrand Balas  | Dodge Viper RT10    | GT1       | 273   | 12e     | 3e                   |
| 1995    | Euromotorsport Racing Inc. | Massimo Sigala Jay Cochran  | Ferrari 333 SP      | WSC       | 7     | Abandon | Abandon              |
| Source: |                            |                             |                     |           |       |         |                      |

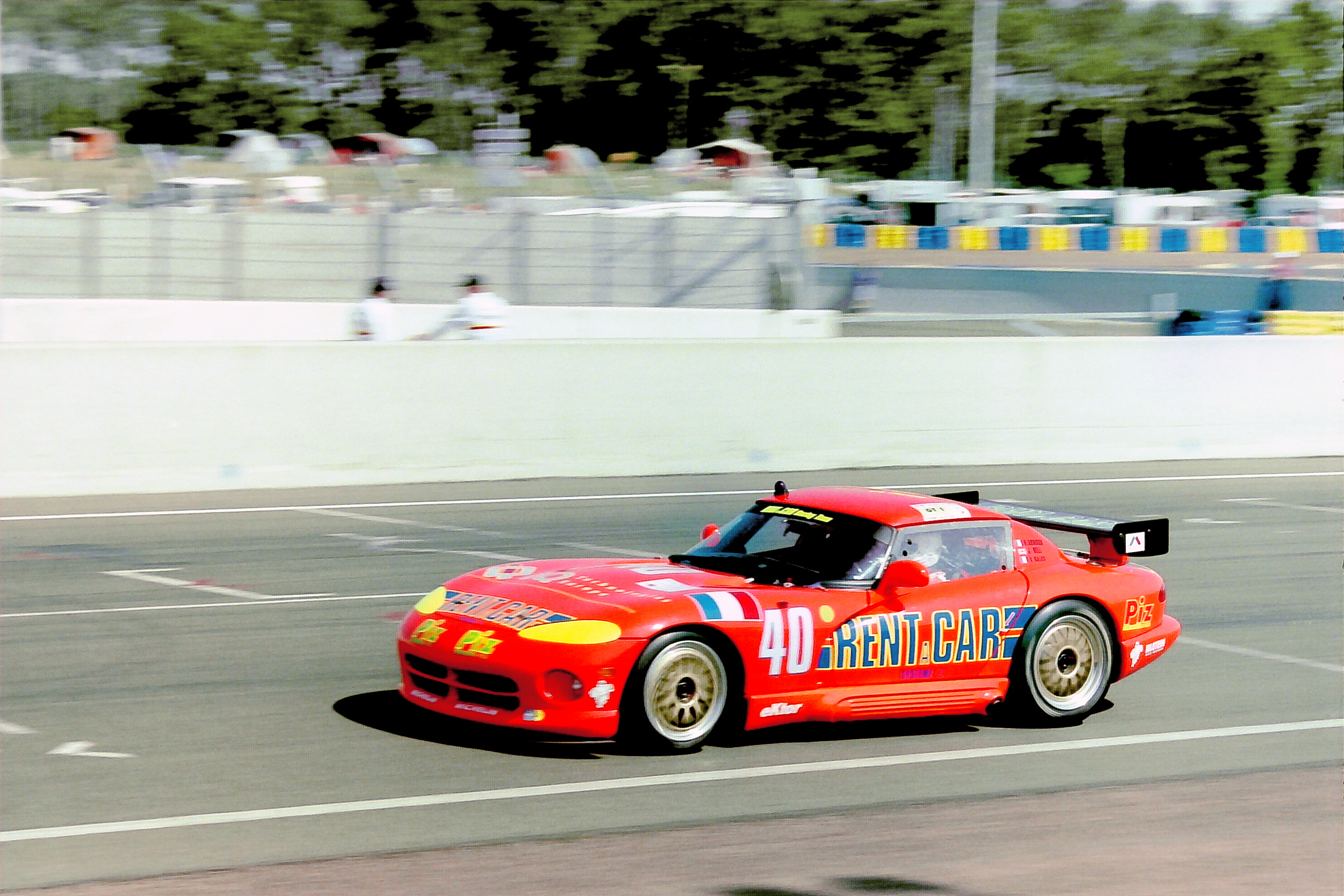
René Arnoux au volant de la Dodge Viper RT10 lors des 24 Heures du Mans 1994.
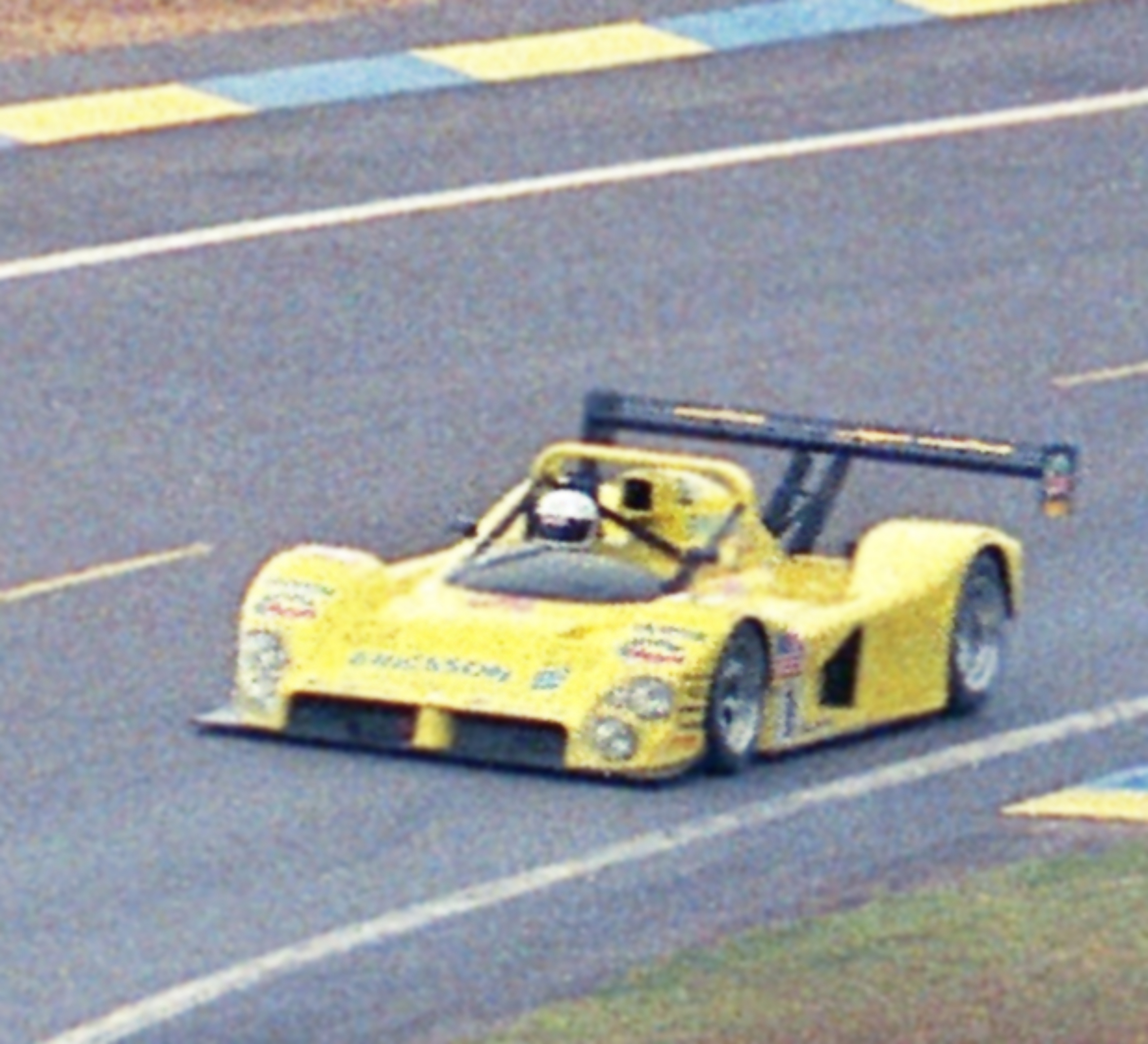
Arnoux sur la Ferrari 333 SP lors des 24 Heures 1995.

### Résultats complets enGrand Prix Masters
| Année | Écurie             | Châssis              | Moteur                   | 1                 | 2        | 3                  | 4          | 5                |
| ----- | ------------------ | -------------------- | ------------------------ | ----------------- | -------- | ------------------ | ---------- | ---------------- |
| 2005  | Team Golden Palace | Delta Motorsport GPM | Nicholson McLaren 3.5 V8 | Afrique du Sud 12 |          |                    |            |                  |
| 2006  | Team Golden Palace | Delta Motorsport GPM | Nicholson McLaren 3.5 V8 | Qatar 9           | Italie C | Grande- Bretagne 9 | Malaisie C | Afrique du Sud C |

Les courses en gras indiquent la pole position, les courses en italique indiquent le tour le plus rapide.
 Initialement prévue le 18 juin 2006, l'épreuve de Monza a été annulée en raison de protestations de mouvements écologistes locaux. L'épreuve de Kyalami, prévue le 12 novembre 2006, a également été annulée.